# Safed Roud
Le Safed Roud (ou Sar-é Pol) est une rivière d'Afghanistan qui coule dans les provinces de Sar-é Pol et de Djôzdjân. C'est un cours d'eau endoréique dont les eaux finissent par se perdre dans les sables du désert du Turkestan afghan. 

## Géographie
Le Safed Roud est formé d'une série de petits torrents de montagne qui coulent du versant septentrional du Koh-i Baba. Arrivés au niveau de la ville de Sar-é Pol, ces petits cours d'eau s'unissent pour former une seule large rivière.
La surface de son bassin versant est estimée à 9 400 kilomètres carrés.

## Principales villes traversées
- Sar-é Pol
- Chéberghân